# Marc Ryan
Marc James Ryan (Timaru, Canterbury, 14 d'octubre de 1982) és un ciclista de Nova Zelanda, ja retirat, especialista en pista, professional entre el 2003 i l'abril de 2016. En el seu palmarès destaquen dues medalles de bronze als Jocs Olímpics de Pequín i Londres en la prova de persecució per equips. També ha guanyat cinc medalles als Campionats mundials en persecució i quatre medalles als Jocs de la Commonwealth.
En ruta destaca el Campionat de Nova Zelanda en contrarellotge del 2006.

## Palmarès en ruta
- 2005
  - Vencedor d'una etapa del Tour de Southland
- 2006
  -  Campió de Nova Zelanda en contrarellotge
- 2007
  - Vencedor d'una etapa del Tour de Southland
- 2008
  - Vencedor d'una etapa de la Benchmark Homes Series
- 2013
  - Vencedor d'una etapa de la Benchmark Homes Series

## Palmarès en pista
- 2005
  - Campió d'Oceania en Persecució per equips, amb Timothy Gudsell, Jason Allen i Peter Latham
- 2006
  - Campió d'Oceania en Persecució per equips, amb Hayden Godfrey, Jason Allen i Gregory Henderson
  -  Campió de Nova Zelanda en Madison, amb Timothy Gudsell
  -  Campió de Nova Zelanda en Persecució per equips
- 2008
  -  Medalla de bronze als Jocs Olímpics del 2008 en persecució per equips, amb Jesse Sergent, Sam Bewley, Hayden Roulston
- 2009
  - Campió d'Oceania en Persecució per equips, amb Sam Bewley, Peter Latham i Westley Gough
- 2011
  - Campió d'Oceania en Persecució per equips, amb Jesse Sergent, Sam Bewley i Aaron Gate
- 2012
  -  Medalla de bronze als Jocs Olímpics del 2012 en persecució per equips, amb Jesse Sergent, Sam Bewley, Aaron Gate i Westley Gough
- 2013
  - Campió d'Oceania en Persecució
  - Campió d'Oceania en Persecució per equips, amb Pieter Bulling, Dylan Kennett i Aaron Gate
  -  Campió de Nova Zelanda en Persecució per equips
- 2015
  -  Campió del món en Persecució per equips, amb Alex Frame, Pieter Bulling, Regan Gough i Dylan Kennett

### Resultats a laCopa del Món
- 2003
  - 1r a Sydney, en Persecució per equips
- 2004-2005
  - 1r a Sydney, en Persecució per equips
- 2005-2006
  - 1r a Manchester, en Persecució per equips
- 2009-2010
  - 1r a Melbourne, en Madison
- 2010-2011
  - 1r a Cali, en Persecució per equips
- 2011-2012
  - 1r a Cali, en Persecució per equips